# Joan Voûte

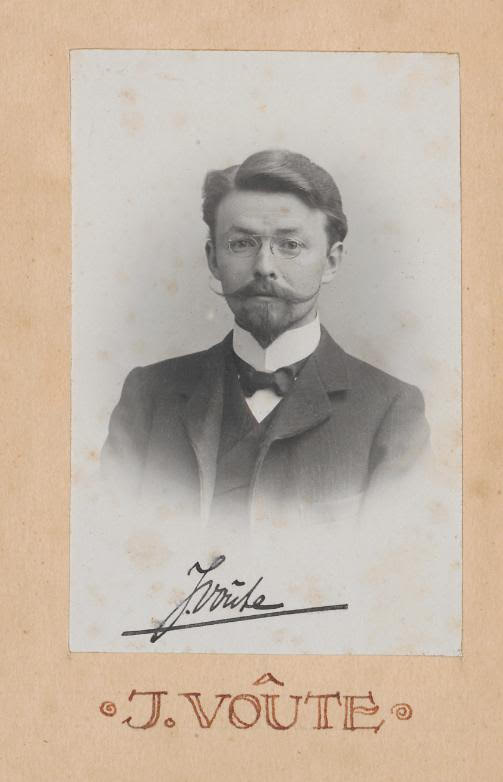
Joan Voûte (c. 1908)

Joan George Erardus Gijsbertus Voûte (n. 7 iunie 1879 - d. 20 august 1963) a fost un astronom neerlandez.
El a fost născut în Madiun, Java într-o familie hughenote. A studiat inginerie civilă la Delft, dar în timp ce era un student a câștigat un interes în studierea-astronomie stelelor variabile. Dupa ce a absolvit el s-a alăturat personalului Observatorului Leiden, unde a lucrat la stele binare. În 1913 el a câștigat un post la Observatorul Cape din Africa de Sud, unde a lucrat la stele duble și măsurători paralaxă. El a devenit un membru al Royal Astronomical Society din 1917. Contul său preliminar al paralaxei de Proxima Centauri a fost publicat în 1917, demonstrând că Proxima a fost la aceeași distanță de la Soare ca sistemul Alfa Centauri.
El s-a întors la Java în 1919, unde a servit ca un asistent la Observatorul meteorologic și magnetic Weltevreden. El a fost capabil să câștige interesul de prieteni bogați pentru construirea unui observator. Voûte a devenit director, și el a selectat 1300 m altitudine Lembang pentru site. Principalul instrument a fost un dublu refractor de 60 cm Zeiss. Activitatea Observatorului axat pe stele duble, măsurători paralaxe, fotometrie de stele variabile și clustere, și așa mai departe. Rezultatele au fost publicate in Lembang Observatorului Analele.
În urma ocupației japoneze de Java, Voûte a fost închis. Ca urmare a captivității sale a suferit de sănătate precara, astfel încât după război s-a mutat în Australia. Mai târziu, s-a stabilit la Haga, Țările de Jos, unde a murit în 1963.